# Syngrapha devergens
A Syngrapha devergens a rovarok (Insecta) osztályának a lepkék (Lepidoptera) rendjébe, ezen belül a bagolylepkefélék (Noctuidae) családjába tartozó faj.

## Előfordulása
A Syngrapha devergens előfordulási területe az Alpok, valamint a Tien-san és az Altaj hegységek.

## Alfajok
- Syngrapha devergens devergens (Hübner, 1813)
- Syngrapha devergens rilaecacuminum Varga & L. Ronkay, 1992

## Megjelenése
A szárnyfesztávolsága 29–31 milliméter. Az elülső szárnyai vörösesbarnák sárga csíkokkal, míg a hátulsó szárnyai sárgák sötét szegélyekkel.

## Életmódja
Az imágó júliustól augusztusig repül és a habszegfüvek (Silene) virágait látogatja. A hernyó tápnövényei szintén a habszegfűfajok, de nem a virágrésze; továbbá az útifüvek (Plantago), az ibolyák (Viola) és a gyömbérgyökerek (Geum). A hernyó a bebábozódásig kétszer telel át.

### Fordítás
- Ez a szócikk részben vagy egészben  a   Syngrapha devergens című angol Wikipédia-szócikk ezen változatának fordításán alapul.  Az eredeti cikk szerkesztőit annak laptörténete sorolja fel. Ez a jelzés csupán a megfogalmazás eredetét és a szerzői jogokat jelzi, nem szolgál a cikkben szereplő információk forrásmegjelöléseként.